# Kintetsu série 7000
La série 7000 (7000系, 7000-kei) est un type de rame automotrice électrique exploité par la compagnie Kintetsu au Japon.

## Description
La série comprend 9 rames fabriquées par Kinki Sharyo, composées de 6 voitures. Les caisses sont en acier inoxydable et le gabarit est adapté pour pouvoir circuler sur le métro d'Osaka, avec une alimentation par troisième rail.
L'espace voyageurs se compose de banquettes longitudinales.
La série 7020 (4 rames) découle directement de la série 7000.

## Histoire
Les rames de la série 7000 ont été introduites pour l'ouverture de la ligne Keihanna le 1er octobre 1986. La série a remporté un Good Design Award en 1986 et un Laurel Prize en 1987.

## Services
Les rames sont affectées à la ligne Keihanna et circulent également sur la ligne Chūō du métro d'Osaka.

## Galerie photos

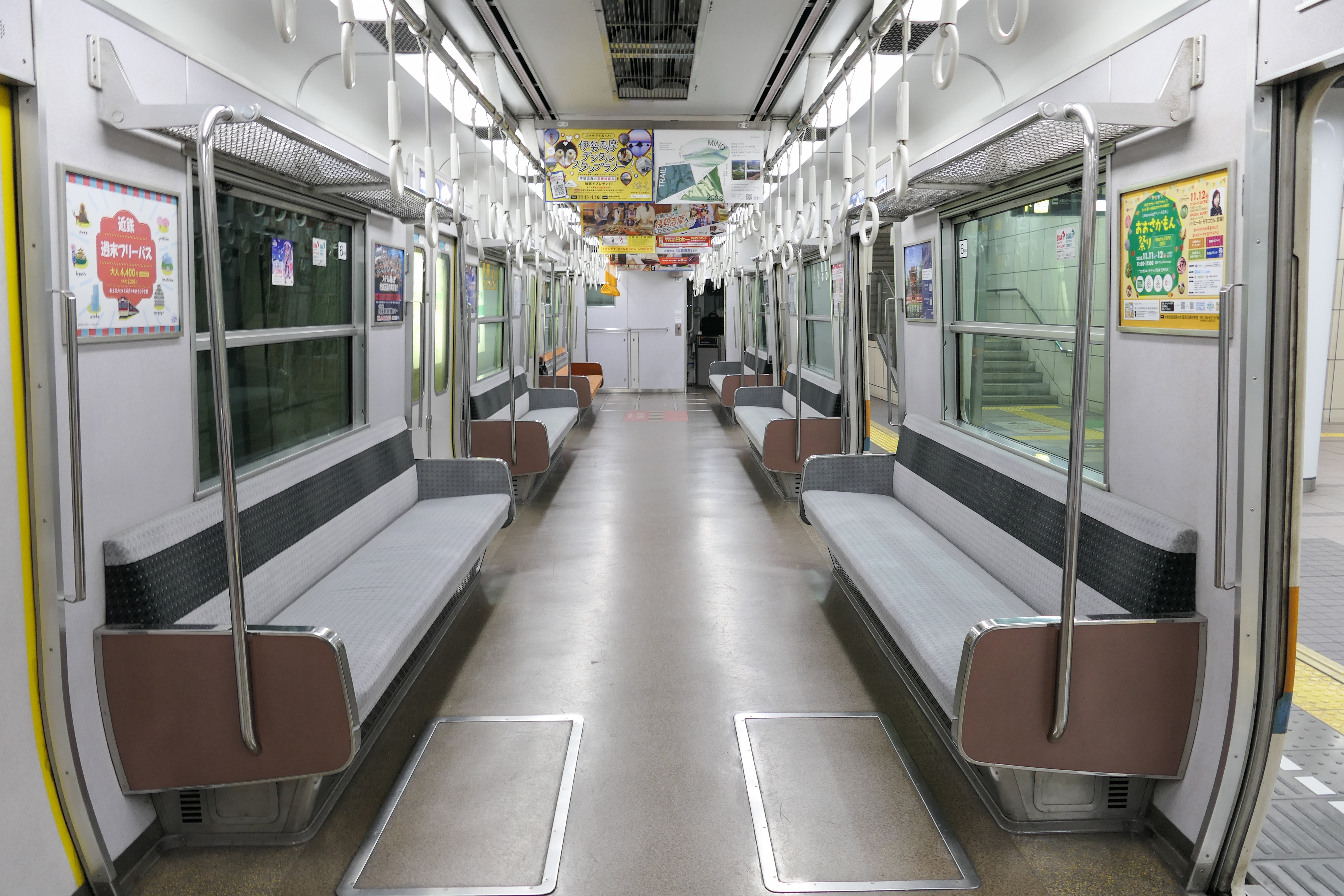
Espace voyageurs.
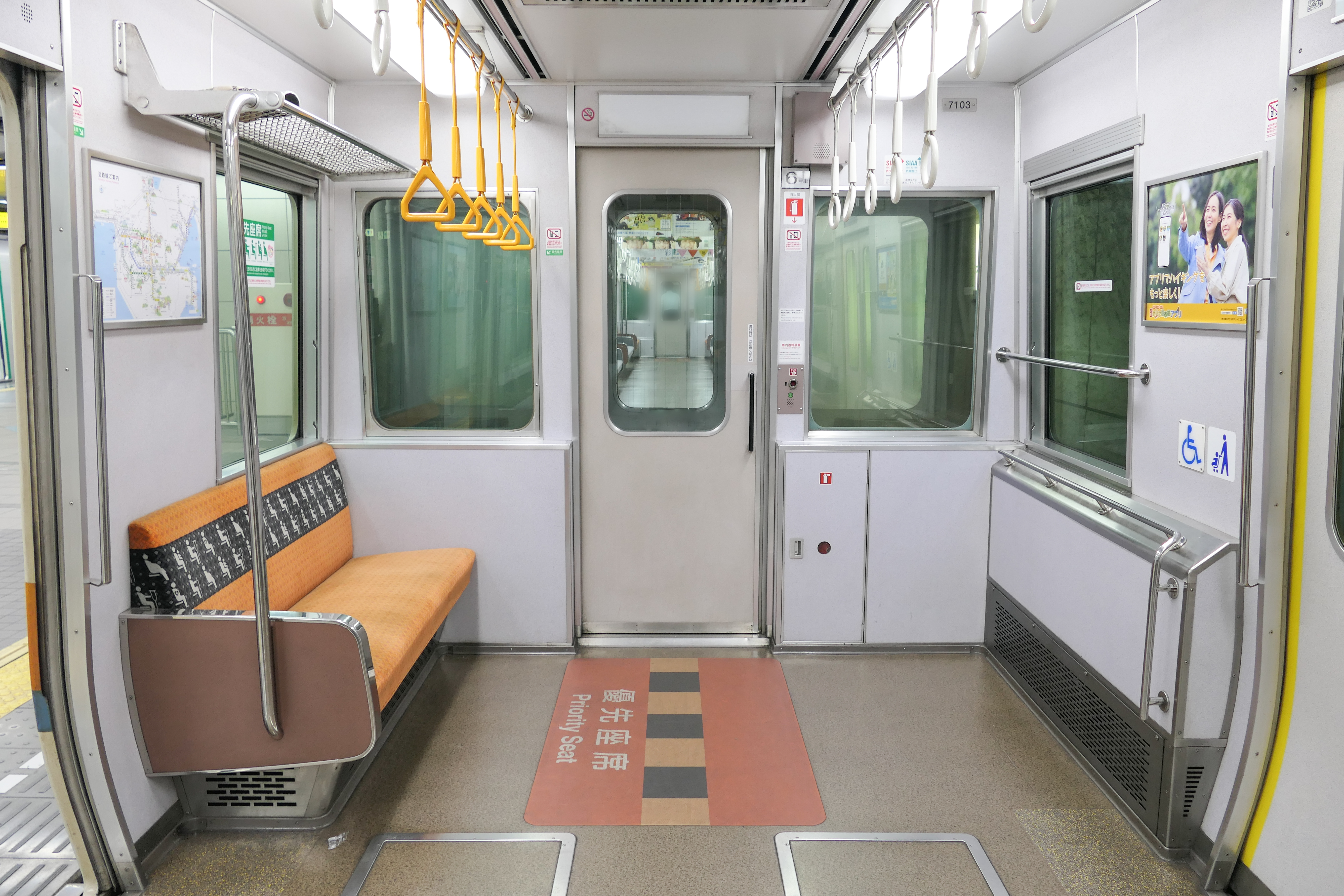
Espace usagers en fauteuil roulant.
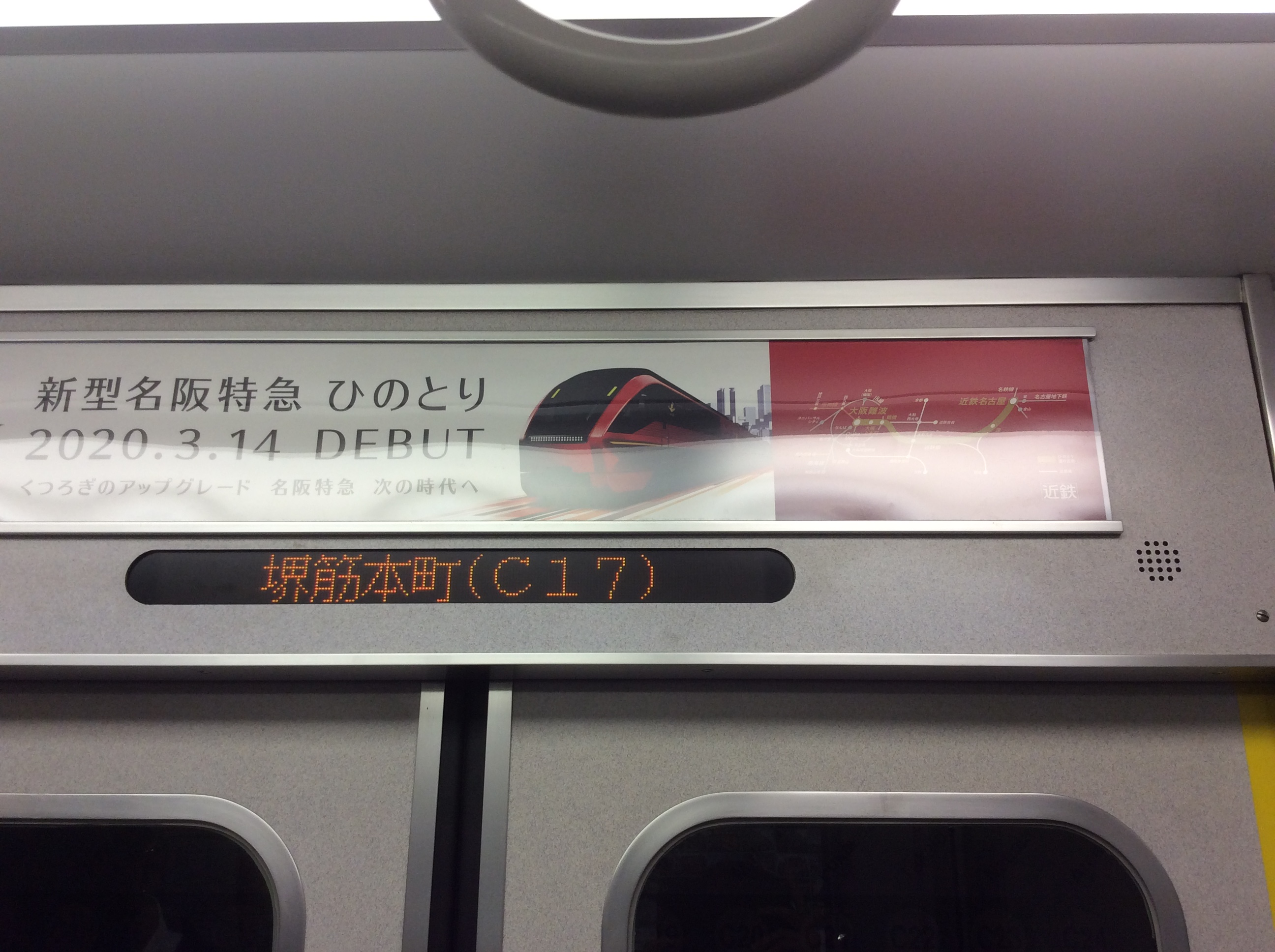
Information voyageurs.